# Luigi Martini
Luigi Martini (Capannori, 15 giugno 1949) è un ex calciatore e politico italiano.

## Biografia
Diplomato all'istituto professionale industria e artigianato.

### Carriera calcistica

#### Club
Cresciuto calcisticamente come centrocampista nella squadra della sua città, la Lucchese, dopo qualche anno nelle serie minori, giocate esclusivamente con squadre toscane, approda alla Lazio nel 1971, contribuendo alla risalita della squadra romana nella massima serie.
Tommaso Maestrelli lo trasforma in terzino di spinta della squadra riconoscendo in lui un giocatore estremamente dinamico, di sicuro affidamento ed esuberanza fisica. È uno dei componenti di spicco di quella squadra che arrivò allo Scudetto. Amico di Luciano Re Cecconi, con lui guidava la fazione avversa a quella che aveva in Giuseppe Wilson il suo riferimento.
Ha terminato prematuramente la sua carriera calcistica nell'estate 1979, avendo perso le motivazioni in seguito alla scomparsa dell'amico fraterno Luciano Re Cecconi. Nel 1979 e nel 1981 giocò saltuariamente nella North American Soccer League.

#### Nazionale
I risultati con la Lazio gli valgono anche la chiamata in Nazionale, in occasione dell'amichevole di Genova contro la Bulgaria il 29 dicembre 1974.

### Carriera politica e manageriale
Termina la carriera sportiva nel 1979, a soli 29 anni e, conseguito il brevetto di pilota commerciale, entra in Alitalia.
Nel 1996 è stato eletto deputato nelle file di Alleanza Nazionale e riconfermato nel 2001, restando alla Camera fino al 2006. Ha fatto parte della commissione Trasporti della Camera . In tale periodo ha continuato a lavorare come comandante per Alitalia, percependo sia lo stipendio da pilota, sia l'indennità da parlamentare.
Dal 2009 al 2011 è stato presidente del CdA di ENAV S.p.A., la società nazionale incaricata del controllo del traffico aereo.
Nel 2010 ha scritto il libro '' Sogni Perduti '' e nel 2024 '' La Lazio nella Leggenda ''.
È appassionato di barca a vela, con cui ha effettuato due volte il giro del mondo.

## Statistiche

### Presenze e reti nei club
| Stagione        | Squadra          | Campionato      | Campionato | Campionato | Coppe nazionali | Coppe nazionali | Coppe nazionali | Coppe continentali | Coppe continentali | Coppe continentali | Altre coppe | Altre coppe | Altre coppe | Totale | Totale |
| Stagione        | Squadra          | Comp            | Pres       | Reti       | Comp            | Pres            | Reti            | Comp               | Pres               | Reti               | Comp        | Pres        | Reti        | Pres   | Reti   |
| --------------- | ---------------- | --------------- | ---------- | ---------- | --------------- | --------------- | --------------- | ------------------ | ------------------ | ------------------ | ----------- | ----------- | ----------- | ------ | ------ |
| 1966-1967       | Lucchese         | D               | 3          | 0          | -               | -               | -               | -                  | -                  | -                  | -           | -           | -           | 3      | 0      |
| 1967-1968       | Lucchese         | D               | 27         | 0          | -               | -               | -               | -                  | -                  | -                  | -           | -           | -           | 27     | 0      |
| Totale Lucchese | Totale Lucchese  | Totale Lucchese | 30         | 0          |                 | -               | -               |                    | -                  | -                  |             | -           | -           | 30     | 0      |
| 1968-1969       | Siena            | C               | 34         | 2          | -               | -               | -               | -                  | -                  | -                  | -           | -           | -           | 34     | 2      |
| 1969-1970       | Livorno          | B               | 27         | 0          | CI              | 3               | 0               | -                  | -                  | -                  | -           | -           | -           | 30     | 0      |
| 1970-1971       | Livorno          | B               | 28         | 1          | CI              | 5               | 1               | -                  | -                  | -                  | -           | -           | -           | 33     | 2      |
| Totale Livorno  | Totale Livorno   | Totale Livorno  | 55         | 1          |                 | 8               | 1               |                    | -                  | -                  |             | -           | -           | 63     | 2      |
| 1971-1972       | Lazio            | B               | 34         | 1          | CI              | 9               | 0               | -                  | -                  | -                  | -           | -           | -           | 43     | 1      |
| 1972-1973       | Lazio            | A               | 29         | 0          | CI              | 4               | 0               | -                  | -                  | -                  | -           | -           | -           | 33     | 0      |
| 1973-1974       | Lazio            | A               | 28         | 0          | CI              | 6               | 1               | CU                 | 4                  | 0                  | -           | -           | -           | 38     | 1      |
| 1974-1975       | Lazio            | A               | 29         | 2          | CI              | 4               | 1               | -                  | -                  | -                  | -           | -           | -           | 33     | 3      |
| 1975-1976       | Lazio            | A               | 25         | 2          | CI              | 6               | 0               | CU                 | 2                  | 0                  | -           | -           | -           | 33     | 2      |
| 1976-1977       | Lazio            | A               | 24         | 3          | CI              | 3               | 0               | -                  | -                  | -                  | -           | -           | -           | 27     | 3      |
| 1977-1978       | Lazio            | A               | 15         | 0          | CI              | 3               | 0               | CU                 | 1                  | 0                  | -           | -           | -           | 19     | 0      |
| 1978-1979       | Lazio            | A               | 19         | 0          | CI              | 4               | 0               | -                  | -                  | -                  | -           | -           | -           | 23     | 0      |
| Totale Lazio    | Totale Lazio     | Totale Lazio    | 203        | 8          |                 | 39              | 2               |                    | 7                  | 0                  |             | -           | -           | 249    | 10     |
| 1979            | Chicago Sting    | NASL            | 7          | 0          | -               | -               | -               | -                  | -                  | -                  | -           | -           | -           | 7      | 0      |
| 1981            | Toronto Blizzard | NASL            | 14         | 0          | -               | -               | -               | -                  | -                  | -                  | -           | -           | -           | 14     | 0      |
| Totale carriera | Totale carriera  | Totale carriera | 343        | 11         |                 | 47              | 3               |                    | 7                  | 0                  |             | -           | -           | 397    | 14     |

### Cronologia presenze e reti in nazionale
| Cronologia completa delle presenze e delle reti in nazionale ― Italia | Cronologia completa delle presenze e delle reti in nazionale ― Italia | Cronologia completa delle presenze e delle reti in nazionale ― Italia | Cronologia completa delle presenze e delle reti in nazionale ― Italia | Cronologia completa delle presenze e delle reti in nazionale ― Italia | Cronologia completa delle presenze e delle reti in nazionale ― Italia | Cronologia completa delle presenze e delle reti in nazionale ― Italia | Cronologia completa delle presenze e delle reti in nazionale ― Italia |
| Data                                                                  | Città                                                                 | In casa                                                               | Risultato                                                             | Ospiti                                                                | Competizione                                                          | Reti                                                                  | Note                                                                  |
| --------------------------------------------------------------------- | --------------------------------------------------------------------- | --------------------------------------------------------------------- | --------------------------------------------------------------------- | --------------------------------------------------------------------- | --------------------------------------------------------------------- | --------------------------------------------------------------------- | --------------------------------------------------------------------- |
| 29-12-1974                                                            | Genova                                                                | Italia                                                                | 0 – 0                                                                 | Bulgaria                                                              | Amichevole                                                            | -                                                                     |                                                                       |
| Totale                                                                |                                                                       | Presenze                                                              | 1                                                                     |                                                                       | Reti                                                                  | 0                                                                     |                                                                       |

## Palmarès

### Competizioni nazionali
- Campionato italiano: 1

Lazio: 1973-1974

### Altre competizioni
- Campionato Under 23: 1

Lazio: 1973-1974

## Opere
- Sogni perduti, Ugo Mursia editore, Milano, 2010